# Pioneer DJ
 (mai 2024).
La mise en forme du texte ne suit pas les recommandations de Wikipédia : il faut le « wikifier ».
Les points d'amélioration suivants sont les cas les plus fréquents. Le détail des points à revoir est peut-être précisé sur la page de discussion.
- Les titres sont pré-formatés par le logiciel. Ils ne sont ni en capitales, ni en gras.
- Le texte ne doit pas être écrit en capitales (les noms de famille non plus), ni en gras, ni en italique, ni en « petit »…
- Le gras n'est utilisé que pour surligner le titre de l'article dans l'introduction, une seule fois.
- L'italique est rarement utilisé : mots en langue étrangère, titres d'œuvres, noms de bateaux, etc.
- Les citations ne sont pas en italique mais en corps de texte normal. Elles sont entourées par des guillemets français : « et ».
- Les listes à puces sont à éviter, des paragraphes rédigés étant largement préférés. Les tableaux sont à réserver à la présentation de données structurées (résultats, etc.).
- Les appels de note de bas de page (petits chiffres en exposant, introduits par l'outil «  Source ») sont à placer entre la fin de phrase et le point final[comme ça].
- Les liens internes (vers d'autres articles de Wikipédia) sont à choisir avec parcimonie. Créez des liens vers des articles approfondissant le sujet. Les termes génériques sans rapport avec le sujet sont à éviter, ainsi que les répétitions de liens vers un même terme.
- Les liens externes sont à placer uniquement dans une section « Liens externes », à la fin de l'article. Ces liens sont à choisir avec parcimonie suivant les règles définies. Si un lien sert de source à l'article, son insertion dans le texte est à faire par les notes de bas de page.
- La présentation des références doit suivre les conventions bibliographiques. Il est recommandé d'utiliser les modèles {{Ouvrage}}, {{Chapitre}}, {{Article}}, {{Lien web}} et/ou {{Bibliographie}}. Le mode d'édition visuel peut mettre en forme automatiquement les références.
- Insérer une infobox (cadre d'informations à droite) n'est pas obligatoire pour parachever la mise en page.

Pour une aide détaillée, merci de consulter Aide:Wikification.
Si vous pensez que ces points ont été résolus, vous pouvez retirer ce bandeau et améliorer la mise en forme d'un autre article.
 (juin 2024).
Pioneer DJ est une marque de produits DJ. Elle produit des lecteurs multimédias, des contrôleurs DJ, des platines vinyles, des tables de mixage DJ, des casques audio, des unités d'effets et des haut-parleurs. Faisant initialement partie de Pioneer Corporation, la société est devenue indépendante en 2014 sous le nom de Pioneer DJ Corporation et a produit de nombreux produits DJ conformes aux normes de l'industrie. La part de marché de l'entreprise sur le marché des DJ est estimée à 60 %. Pioneer DJ Corporation a changé le nom de sa société pour AlphaTheta Corporation à partir du 1er janvier 2020. Leurs marques et noms de marques, dont Pioneer DJ, n'ont pas été concernés par ce changement. En janvier 2024, il a été annoncé que de nouveaux produits seraient commercialisés sous la marque AlphaTheta, aux côtés de Pioneer DJ.

## Histoire

### Origine
En 1937, Nozomu Matsumoto développa le Pioneer A-8, le tout premier haut-parleur dynamique fabriqué au Japon à partir de composants d'origine. L'année suivante, Matsumoto fonde la société Fukuin Shokai Denki Seisakusho, un atelier de réparation de radios et d'enceintes, à Osaka au Japon. En mai 1947, Fukuin Denki fut constituée et en juin 1961, le nom de la société fut changé pour Pioneer Electronic Corporation.

### Pioneer Corporation
En 1994, Pioneer a lancé le premier CDJ au monde, le CDJ-500, une platine CD à chargement par le haut conçue pour une utilisation professionnelle par les DJ, avec une fonction de cue en direct, des boucles, la possibilité d'ajuster le tempo sans altérer la hauteur et une jog wheel rudimentaire qui permettait l'utilisateur d'avancer la piste ou de la reculer. La société a présenté une table de mixage DJ complémentaire, la DJM-500, avec des effets intégrés pouvant être synchronisés avec le BPM de la musique. En 1998, Pioneer a présenté les CDJ-100, le premier CDJ doté d'effets intégrés contrôlables par molette.
En 2001, la société a présenté le CDJ-1000 avec le « Vinyl Mode », qui permettait à un utilisateur de manipuler un plateau tactile comme un vinyle sur une platine vinyle pour ralentir ou accélérer une piste, ou même scratcher. Le CDJ-1000 a également introduit des « points cue » qui permettaient à l'utilisateur de définir des marqueurs sur une piste et de les rappeler. Ces nouvelles fonctionnalités, combinées à la disponibilité accrue de musique sur CD, ainsi qu'à la facilité relative de transport et de stockage des CD par rapport au vinyle, ont rapidement fait du CDJ-1000 un standard de l'industrie dans les boîtes de nuit du monde entier,.
En 2004, Pioneer a présenté le DVJ-x1, la première platine DJ vidéo (capable de lire des DVD et de diffuser de la vidéo).
En 2009, Pioneer a lancé la première version de Rekordbox, un logiciel DJ sur ordinateur développé pour Pioneer par Mixvibes et contrôlable par le nouveau CDJ-2000, qui a popularisé le DJing sans support physique. Rekordbox s'est développé rapidement et, en 2015, était capable de réaliser des sets DJ entiers sur un ordinateur portable contrôlé par le nouveau système XDJ-RX.

### Pioneer DJ
En septembre 2014, avec une part de marché estimée à 60 %, Pioneer Corporation a annoncé qu'elle vendrait 86 % de son activité d'équipement DJ à la société de fonds d'investissement KKR pour environ 59 milliards de yens (550 millions de dollars), la vente étant achevée en mars 2015, créant Pioneer DJ Corporation.
En 2016, Pioneer DJ a présenté le CDJ-2000NXS2, qui s'est imposé comme le nouveau standard de l'industrie, apparaissant sur la plupart des grands événements et les discothèques du monde entier.
En 2020, le nom de la société mère de Pioneer DJ a été changé pour AlphaTheta Corporation. En mars de la même année, KKR et Pioneer Corporation ont vendu leurs participations respectives dans AlphaTheta Corporation à la société holding japonaise Noritsu.
Le 23 janvier 2024, AlphaTheta Corporation a confirmé que de nouveaux produits seraient annoncés sous la marque AlphaTheta, distincte de Pioneer DJ.

## Lecteurs DJ / Platines vinyles

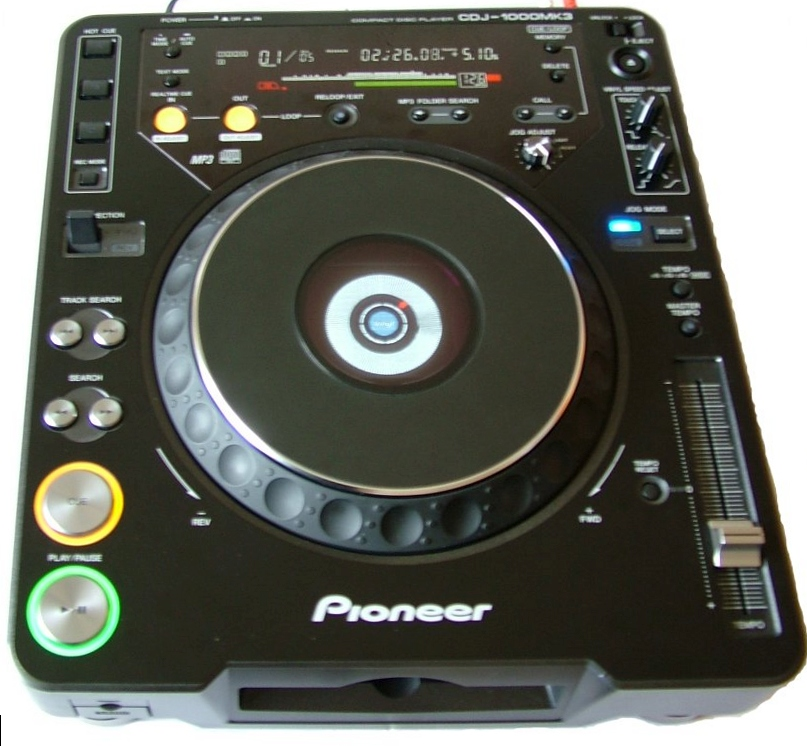
CDJ-1000MK3 (2006)

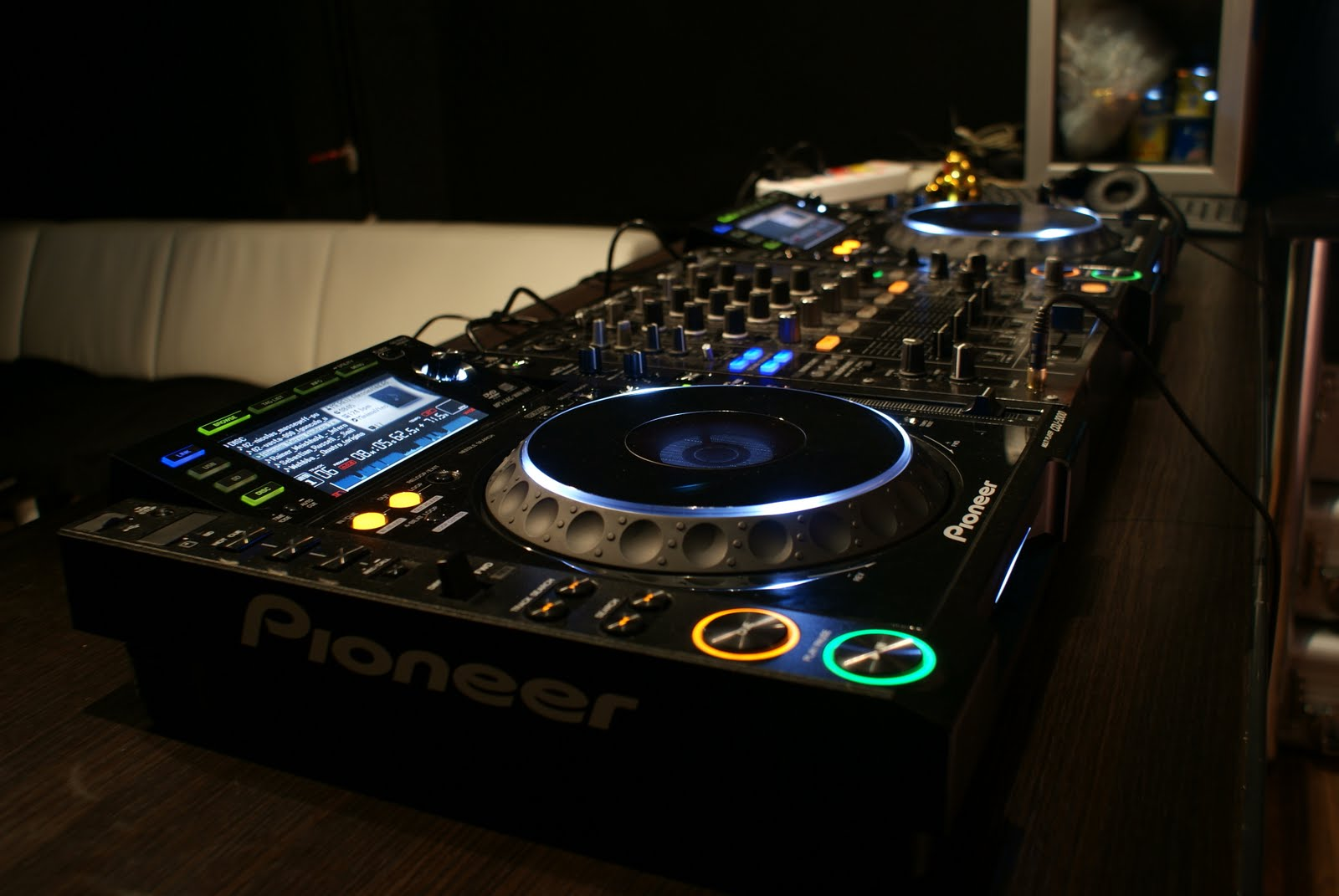
Le CDJ-2000 (premier élément de la rangée d'appareils, avec un jog wheel noire en son centre), un lecteur CD conçu par Pioneer DJ. Une table de mixage DJM-800 est également visible juste derrière, au milieu.

| Nom                  | Année |
| -------------------- | ----- |
| CDJ-50 / CDJ-500     | 1994  |
| CDJ-30 / CDJ-300     | 1995  |
| CDJ-500G             | 1995  |
| CDJ-50II / CDJ-500II | 1996  |
| CDJ-500S             | 1997  |
| CDJ-700S             | 1997  |
| CDJ-100S             | 1998  |
| CDJ-500II-LTD        | 1998  |
| CMX-5000             | 2000  |
| CMX-3000             | 2001  |
| CDJ-1000             | 2001  |
| DMP-555              | 2002  |
| DVJ-X1               | 2003  |
| CDJ-1000MK2          | 2003  |
| CDJ-200              | 2005  |
| DVJ-1000             | 2006  |
| MEP-7000             | 2008  |
| SEP-C1               | 2008  |
| CDJ-400-K-LTD        | 2009  |
| CDJ-350              | 2010  |
| CDJ-1000MK3          | 2006  |
| CDJ-400              | 2007  |
| CDJ-350-W            | 2011  |
| CDJ-800              | 2002  |
| CDJ-800MK2           | 2006  |
| CDJ-900NXS           | 2013  |
| CDJ-2000NXS-M-LTD    | 2013  |
| CDJ-850-W            | 2012  |
| CDJ-850-K            | 2012  |
| CDJ-350-S            | 2012  |
| CDJ-900              | 2009  |
| CDJ-2000             | 2009  |
| CDJ-850              | 2010  |
| MEP-4000             | 2011  |
| CDJ-2000-W-LTD       | 2012  |
| CDJ-2000NXS          | 2012  |
| PLX-1000             | 2014  |
| XDJ-1000             | 2014  |
| PLX-1000-N           | 2015  |
| XDJ-700              | 2015  |
| CDJ-2000NXS2         | 2016  |
| CDJ-TOUR1            | 2016  |
| PLX-500              | 2016  |
| XDJ-1000MK2          | 2016  |
| CDJ-2000NXS2-W-LTD   | 2017  |
| CDJ-3000             | 2020  |
| PLX-CRSS12           | 2023  |

## Contrôleurs DJ (incomplet)

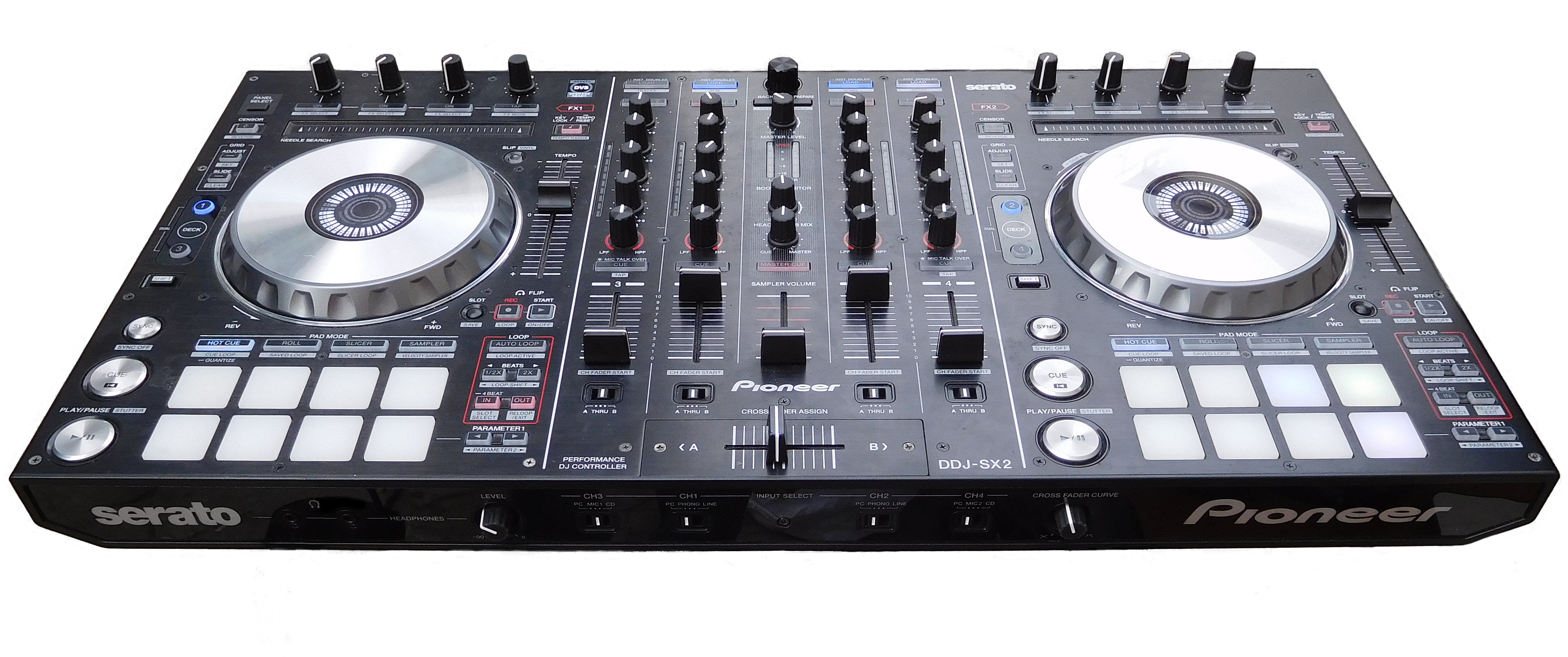
Contrôleur DJ DDJ-SX2, 2014

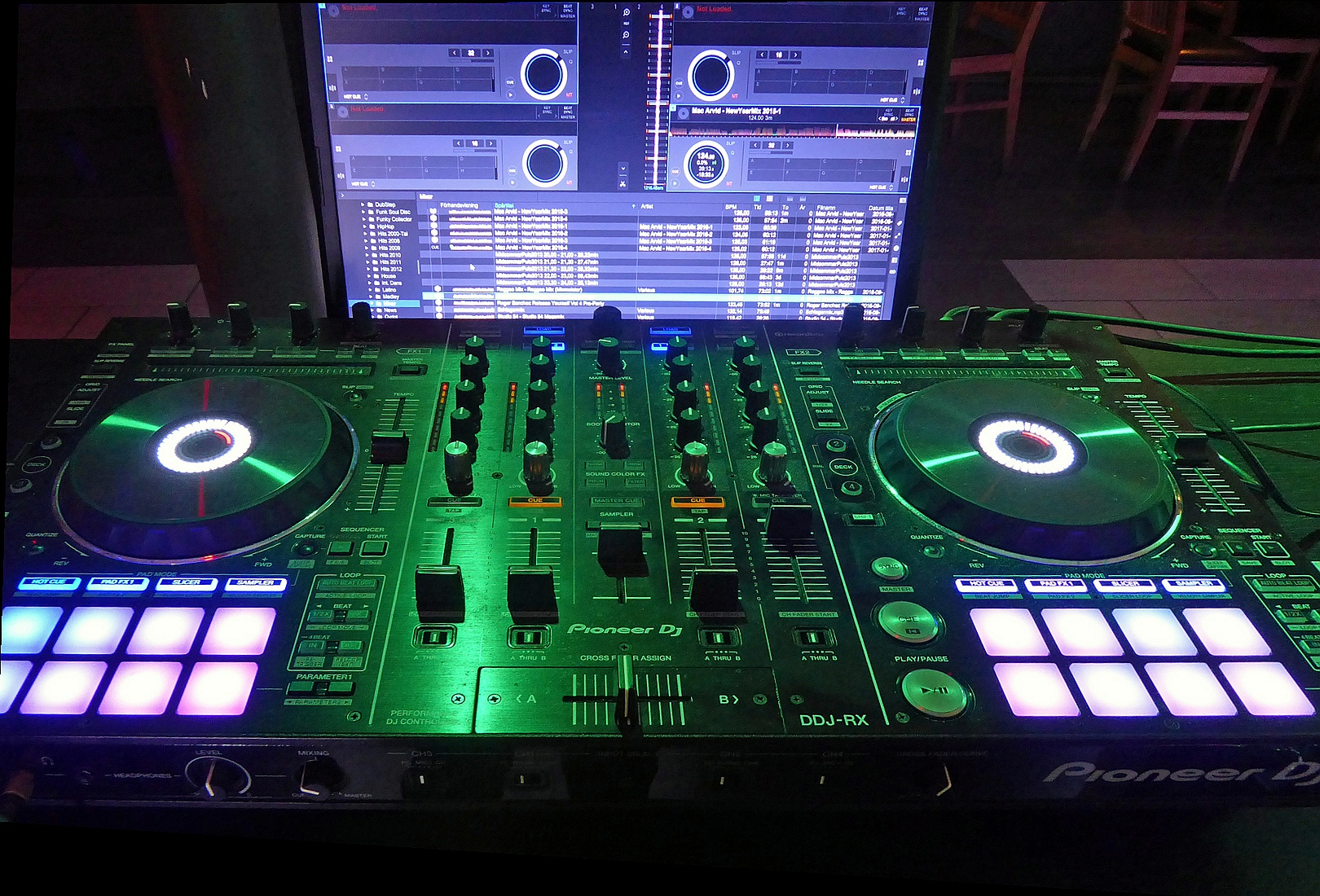
Contrôleur DJ DDJ-RX (lancé en 2015) avec le logiciel de mixage Rekordbox (par Mixvibes), fourni avec de nombreux produits Pioneer, fonctionnant sur un ordinateur.

| Nom         | Canaux | Année |
| ----------- | ------ | ----- |
| DDJ-ERGO    | 2      | 2011  |
| DDJ-S1      | 2      | 2011  |
| DDJ-T1      | 4      | 2011  |
| DDJ-SX      | 4      | 2012  |
| DDJ-WEGO    | 2      | 2012  |
| DDJ-SB      | 2      | 2013  |
| DDJ-SR      | 2      | 2013  |
| DDJ-SP1     | -      | 2013  |
| DDJ-WEGO2   | 2      | 2013  |
| DDJ-SX2     | 4      | 2014  |
| DDJ-SZ      | 4      | 2014  |
| DDJ-WEGO3   | 2      | 2014  |
| DDJ-RX      | 4      | 2015  |
| DDJ-RZ      | 4      | 2015  |
| DDJ-SB2     | 2      | 2015  |
| DDJ-RB      | 2      | 2016  |
| DDJ-RR      | 2      | 2016  |
| DDJ-RZX     | 4      | 2016  |
| DDJ-SZ2     | 4      | 2016  |
| DDJ-WEGO-4  | 2      | 2016  |
| DDJ-SR2     | 2      | 2017  |
| DDJ-XP1     | -      | 2017  |
| DDJ-1000    | 4      | 2018  |
| DDJ-400     | 2      | 2018  |
| DDJ-SB3     | 2      | 2018  |
| DDJ-SX3     | 4      | 2018  |
| DDJ-1000SRT | 4      | 2019  |
| DDJ-200     | 2      | 2019  |
| DDJ-800     | 2      | 2019  |
| DDJ-XP2     | -      | 2019  |
| DDJ-FLX6    | 4      | 2020  |
| DDJ-REV1    | 2      | 2022  |
| DDJ-REV7    | 2      | 2022  |
| DDJ-FLX4    | 2      | 2022  |
| DDJ-FLX6-GT | 4      | 2022  |
| DDJ-FLX10   | 4      | 2023  |
| DDJ-REV5    | 2      | 2023  |

## Systèmes DJ tout-en-un
| Nom       | Canaux | Année |
| --------- | ------ | ----- |
| XDJ-AÉRO  | 2      | 2012  |
| XDJ-R1    | 2      | 2013  |
| XDJ-RX    | 2      | 2015  |
| XDJ-RX2   | 2      | 2017  |
| XDJ-RR    | 2      | 2018  |
| XDJ-XZ    | 4      | 2019  |
| XDJ-RX3   | 2      | 2021  |
| OPUS-QUAD | 4      | 2023  |
| XDJ-AZ    | 4      | 2024  |

## Tables de mixage DJ
| Nom                  | Canaux | Année |
| -------------------- | ------ | ----- |
| DJM-250              | 2      | 2012  |
| DJM-250MK2           | 2      | 2017  |
| DJM-300              | 2      | 1998  |
| DJM-300S             | 2      | 1998  |
| DJM-350              | 2      | 2010  |
| DJM-400              | 2      | 2006  |
| DJM-400 LIMITED      | 2      | 2006  |
| DJM-450              | 2      | 2016  |
| DJM-500              | 4      | 1995  |
| DJM-600              | 4      | 1998  |
| DJM-600S             | 4      | 2002  |
| DJM-700              | 4      | 2007  |
| DJM-707              | 2      | 2004  |
| DJM-750              | 4      | 2013  |
| DJM-750MK2           | 4      | 2017  |
| DJM-800              | 4      | 2006  |
| DJM-850              | 4      | 2012  |
| DJM-900NEXUS LIMITED | 4      | 2011  |
| DJM-900NXS           | 4      | 2011  |
| DJM-900NXS2          | 4      | 2016  |
| DJM-900SRT           | 4      | 2013  |
| DJM-909              | 2      | 2004  |
| DJM-1000             | 6      | 2005  |
| SVM-1000             | 4      | 2008  |
| DJM-2000             | 4      | 2010  |
| DJM-2000NXS          | 4      | 2012  |
| DJM-TOUR1            | 4      | 2016  |
| DJM-3000             | 4      | 2001  |
| DJM-5000             | 4      | 2009  |
| DJM-T1               | 2      | 2011  |
| DJM-S3               | 2      | 2017  |
| DJM-S9               | 2      | 2015  |
| DJM-S9-N             | 2      | 2015  |
| DJM-V10              | 6      | 2020  |
| DJM-S11              | 2      | 2020  |
| DJM-S7               | 2      | 2021  |
| DJM-S5               | 2      | 2022  |
| DJM-A9               | 4      | 2023  |

## Voir également
- CDJ
- DJM